# كأس أمم أوقيانوسيا 2012
بطولة كأس أمم أوقيانوسيا 2012 هي النسخة التاسعة من كأس أمم أوقيانوسيا والتي نظمها اتحاد أوقيانوسيا لكرة القدم. تعتبر البطولة بمثابة الدور الثاني من تصفيات أوقيانوسيا لكأس العالم لكرة القدم 2014. المنتخبات الأربعة التي تبلغ نصف النهائي تتأهل إلى الدور الثالث من التصفيات، حيث تتنافس لحصد بطاقة أوقيانوسيا في الملحق القاري في عام 2013.
المسابقة التأهيلية الدور الأول كانت من المقرر أن تكون مسابقة كرة القدم في دورة ألعاب المحيط الهادي 2011 في نوميا، كاليدونيا الجديدة. ولكن، في يونيو 2011 تم تعديل نظام التصفيات المؤهلة، وبذالك لم تعد دورة ألعاب المحيط الهادي جزء من مرحلة التصفيات. وشهد النظام الجديد مشاركة أسوأ أربعة فرق في مسابقة بنظام الدوري من مرحلة واحدة من 22–26 نوفمبر 2011، أقيمت في ساموا. الفريق الأفضل من هذه المسابقة سوف ينضم حينها إلى الفرق السبعة في كأس أوقيانوسيا للأمم 2012 التي مقرر أن تعقد في فيجي من 1–12 يونيو 2012.

## التصفيات
لعبت مسابقة من مرحلة واحدة لتحديد المنتخب الذي انضم للفرق السبعة الأفضل بالتصنيف. تألفت الصفيات على الفرق التالية:
- ساموا الأمريكية
- جزر كوك
- ساموا
- تونغا

أقيمت التصفيات المؤهلة من 22–26 نوفمبر في ساموا. تأهل عنها الفائزة ساموا.

## الدول المشاركة
| فريق                | التأهل           | المشاركة في كأس أمم أوقيانوسيا | آخر أفضل مشاركة                        |
| ------------------- | ---------------- | ------------------------------ | -------------------------------------- |
| فيجي                | مستضيف           | السابع                         | المركز الثالث (1998 و2008)             |
| نيوزيلندا           | تلقائي           | التاسع                         | فائز (1973، 1998، 2002 و2008)          |
| كاليدونيا الجديدة   | تلقائي           | الخامس                         | الوصيف (2008)                          |
| فانواتو             | تلقائي           | الثامن                         | المركز الرابع (1973، 2000، 2002 و2008) |
| تاهيتي              | تلقائي           | الثامن                         | الوصيف (1973، 1980 و1996)              |
| جزر سليمان          | تلقائي           | السادس                         | الوصيف (2004)                          |
| بابوا غينيا الجديدة | تلقائي           | الثالث                         | الدور الأول (1980 و2002)               |
| ساموا               | فائز الدور الأول | الأول                          | 2012                                   |

## الحكام
تم اعتماد تسعة حكام وتسعة حكام مساعدون لإدارة مباريات البطولة.
| الحكام - أندرو أشاري - إيسيدور أسيين-أمباسا - بروس جورج - نوربيرت هاواتا - كريس كير - جيرالد أوياكا - بيتر أوليري - جون ساوهو - عبد قادر زيتوني | حكام مساعدون - بول أهوبو - ديفيد تشارلز - يان هندريك-هينتز - مايكل جوزيف - رافينيش كومار - تيفيتا ماكاسيني - جاكسون نامو - تيري بيري - مارك رول |

## الملاعب
أقيمت جميع مباريات البطولة على ملعب لاوسون تاما في هونيارا.
| هونيارا                                     |
| ------------------------------------------- |
| ملعب لاوسون تاما                            |
|                                             |
| 9°26′S 159°58′E / 9.433°S 159.967°E         |
| السعة: 25,000                               |
| هونياراكأس أمم أوقيانوسيا 2012 (جزر سليمان) |

## القرعة
جرت قرعة تقسيم المجموعات في حفل اقامة القرعة التمهيدية لكأس العالم في مارينا دا جلوريا بريو دي جانيرو، البرازيل.

### التصنيف
سيحتوي الوعاء 1 على المنتخبات المصنفة 1-4 استنادا لتصنيف الفيفا العالمي في يوليو 2011. بينما الوعاء 2 يحتوي المنتخبات المصنفة 5-7 والفائز من الدور الأول.
| وعاء 1                                           | وعاء 2                                               |
| ------------------------------------------------ | ---------------------------------------------------- |
| نيوزيلندا · فيجي · كاليدونيا الجديدة · فانواتو · | تاهيتي · جزر سليمان · بابوا غينيا الجديدة · ساموا† · |

† الفائز ابالدور الأول لم يكن يعرف حين تم إجراء القرعة

## دور المجموعات
| مفاتيح الألوان في جداول المجموعات | مفاتيح الألوان في جداول المجموعات                                                                                                   |
| --------------------------------- | --- |
|                                   | أبطال وثواني المجموعات يتأهلون إلى: - نصف النهائي من كأس أوقيانوسيا للأمم 2012 - الدور الثالث من تصفيات أوقيانوسيا لكأس العالم 2014 |

### المجموعة الأولى
| فريق              | نفاط | فرق | ت  | له | خ | ت | ف | لعب |
| ----------------- | ---- | --- | -- | -- | - | - | - | --- |
| تاهيتي            | 6    | 10+ | 4  | 14 | 0 | 0 | 2 | 2   |
| كاليدونيا الجديدة | 3    | 2+  | 6  | 8  | 1 | 0 | 1 | 2   |
| فانواتو           | 3    | 2+  | 5  | 7  | 1 | 0 | 1 | 2   |
| ساموا             | 0    | 14− | 15 | 1  | 2 | 0 | 0 | 2   |

|                   | كاليدونيا الجديدة | ساموا   | تاهيتي | فانواتو |
| ----------------- | ----------------- | ------- | ------ | ------- |
| كاليدونيا الجديدة | —                 | 5 يونيو | 3–4    | 5–2     |
| ساموا             | —                 | —       | 1–10   | 0–5     |
| تاهيتي            | —                 | —       | —      | 5 يونيو |
| فانواتو           | —                 | —       | —      | —       |

| ساموا    | 1 – 10 | تاهيتي                                                                                           |
| -------- | ------ | ------------------------------------------------------------------------------------------------ |
| مالو 70' | تقرير  | ل. تيهاو 8'، 83'، 84'، 85' · ج. تيهاو 17'، 78' · أ. تيهاو 19'، 38' · ت. تيهاو 54' · تشونغ هو 60' |

| فانواتو                 | 2 – 5 | كاليدونيا الجديدة                                    |
| ----------------------- | ----- | ---------------------------------------------------- |
| تاسو 52' · نابرابول 61' | تقرير | كاي 32'، 58'، 76' · غوبي فينيبيج 66' · ر. كايارا 87' |

| فانواتو                                                         | 5 – 0 | ساموا |
| --------------------------------------------------------------- | ----- | ----- |
| نابرابول 26' · كالتاك 45+1' · مالاس 46' · تاسو 74' · فافا 90+3' | تقرير |       |

| تاهيتي                                                     | 4 – 3 | كاليدونيا الجديدة                |
| ---------------------------------------------------------- | ----- | -------------------------------- |
| أ. تيهاو 19' · فالار 29' (ركل.) · ل. تيهاو 32' · ديجاج 84' | تقرير | باكو 74' · هايكو 80' · كاوما 86' |

| كاليدونيا الجديدة | 9 - 0 | ساموا |
| ----------------- | ----- | ----- |
|                   |       |       |

| تاهيتي | 4 - 1 | فانواتو |
| ------ | ----- | ------- |
|        |       |         |

### المجموعة الثانية
| فريق                | نفاط | فرق | ت | له | خ | ت | ف | لعب |
| ------------------- | ---- | --- | - | -- | - | - | - | --- |
| نيوزيلندا           | 6    | 2+  | 1 | 3  | 0 | 0 | 2 | 2   |
| جزر سليمان          | 4    | 1+  | 0 | 1  | 0 | 1 | 1 | 2   |
| فيجي                | 1    | 1−  | 1 | 0  | 1 | 1 | 0 | 2   |
| بابوا غينيا الجديدة | 0    | 2−  | 3 | 1  | 2 | 0 | 0 | 2   |

|                     | فيجي | نيوزيلندا | بابوا غينيا الجديدة | جزر سليمان |
| ------------------- | ---- | --------- | ------------------- | ---------- |
| فيجي                | —    | 0–1       | 6 يونيو             | 0–0        |
| نيوزيلندا           | —    | —         | 2–1                 | 6 يونيو    |
| بابوا غينيا الجديدة | —    | —         | —                   | 0–1        |
| جزر سليمان          | —    | —         | —                   | —          |

| فيجي | 1 – 0 | نيوزيلندا |
| ---- | ----- | --------- |
|      | تقرير | سميث 8'   |

| جزر سليمان | 0 – 1 | بابوا غينيا الجديدة |
| ---------- | ----- | ------------------- |
| توتوري 5'  | تقرير |                     |

| بابوا غينيا الجديدة | 2 – 1 | نيوزيلندا           |
| ------------------- | ----- | ------------------- |
| هانس 88' (ركل.)     | تقرير | سميلتز 2' · وود 53' |

| فيجي | 0 – 0 | جزر سليمان |
| ---- | ----- | ---------- |
|      | تقرير |            |

| بابوا غينيا الجديدة | 1 - 1 | فيجي               |
| ------------------- | ----- | ------------------ |
| كيما جاك 85'        |       | دونادامو ماسيو 14' |

| نيوزيلندا    | 1 - 1 | جزر سليمان          |
| ------------ | ----- | ------------------- |
| كريس وود 13' |       | بينجامين توتوري 56' |

## دور خروج المغلوب
تنافس أبطال وثواني المجموعات في مرحلة خروج مغلوب واحدة. الفائز في دور خروج المغلوب سيحجز مقعد في كأس القارات 2013 كممثل للقارة. المنتخبات الأربعة ذاتها ستشارك في مسابقة منفصلة وهي الدور الثالث من تصفيات أوقيانوسيا لتحديد هوية الفريق الذي سيلعب ضد فريق من قارة أخرى.
|  | نصف النهائي       | نصف النهائي       |   |            | النهائي       | النهائي |  |
|  |                   |                   |   |            |               |         |  |
|  |                   |                   |   |            |               |         |  |
|  | تاهيتي            | 1                 |   |            |               |         |  |
|  | جزر سليمان        | 0                 |   |            |               |         |  |
|  |                   |                   |   |            |               |         |  |
|  |                   |                   |   |            |               |         |  |
|  |                   |                   |   |            | تاهيتي        | 1       |  |
|  |                   | كاليدونيا الجديدة | 0 |            |               |         |  |
|  |                   |                   |   |            |               |         |  |
|  |                   |                   |   |            |               |         |  |
|  |                   |                   |   |            | المركز الثالث |         |  |
|  |                   |                   |   |            |               |         |  |
|  | نيوزيلندا         | 0                 |   | جزر سليمان | 3             |         |  |
|  | كاليدونيا الجديدة | 2                 |   |            | نيوزيلندا     | 4       |  |

### نصف النهائي
| تاهيتى | 1-0 | جزر سلميان |
| ------ | --- | ---------- |
|        |     |            |

[[Category:Pages using football box with unknown parameters|]]
| نيوزيلاندا | 0-2 | كاليدونيا الجديدة |
| ---------- | --- | ----------------- |
|            |     |                   |

[[Category:Pages using football box with unknown parameters|]]

### مباراة المركز الثالث
| جزر سليمان | 3-4 | نيوزيلاندا |
| ---------- | --- | ---------- |
|            |     |            |

[[Category:Pages using football box with unknown parameters|]]

### النهائي
| تاهيتى | 1-0 | كاليدونيا الجديدة |
| ------ | --- | ----------------- |
|        |     |                   |

[[Category:Pages using football box with unknown parameters|]]

## وصلات خارجية
- النتائج والمباريات (إصدار موقع الفيفا)
- النتائج والمباريات (إصدار موقع كرة قدم أوقيانوسيا)